# Тоша Тсанг
Тоша Тсанг (англ. Tosha Tsang, 17 жовтня 1970) — канадська академічна веслувальниця.
Срібна призерка Олімпійських Ігор 1996 року в складі вісімки.